# Sho (lettera)
Sho (maiuscolo Ϸ, minuscolo ϸ) è una lettera dell'alfabeto greco, aggiunta all'alfabeto per tradurre dalla lingua battriana. Probabilmente rappresentava il fonema [ʃ], l'italiano "sc", anche se la trascrizione convenzionale è "š".
Il suo nome e la sua posizione originali nell'alfabeto battriano non sono noti; alcuni autori la chiamano «san», in base all'ipotesi che fosse una permanenza o una reintroduzione della lettera greca arcaica San. Assomiglia a una lettera dell'alfabeto cario, di origine greca, che potrebbe essere stata usata per il suono [ʃ]. Il nome «sho» è stato coniato al fine di permetterne la codifica informatica nel 2002, in analogia con «rho» (ρ), la lettera con la quale sembra essere graficamente imparentata: Ϸ è stata aggiunta alla raccolta Unicode nella versione 4.0 (2003), in una versione maiuscola e in una minuscola che sono state progettate per la tipografia contemporanea.

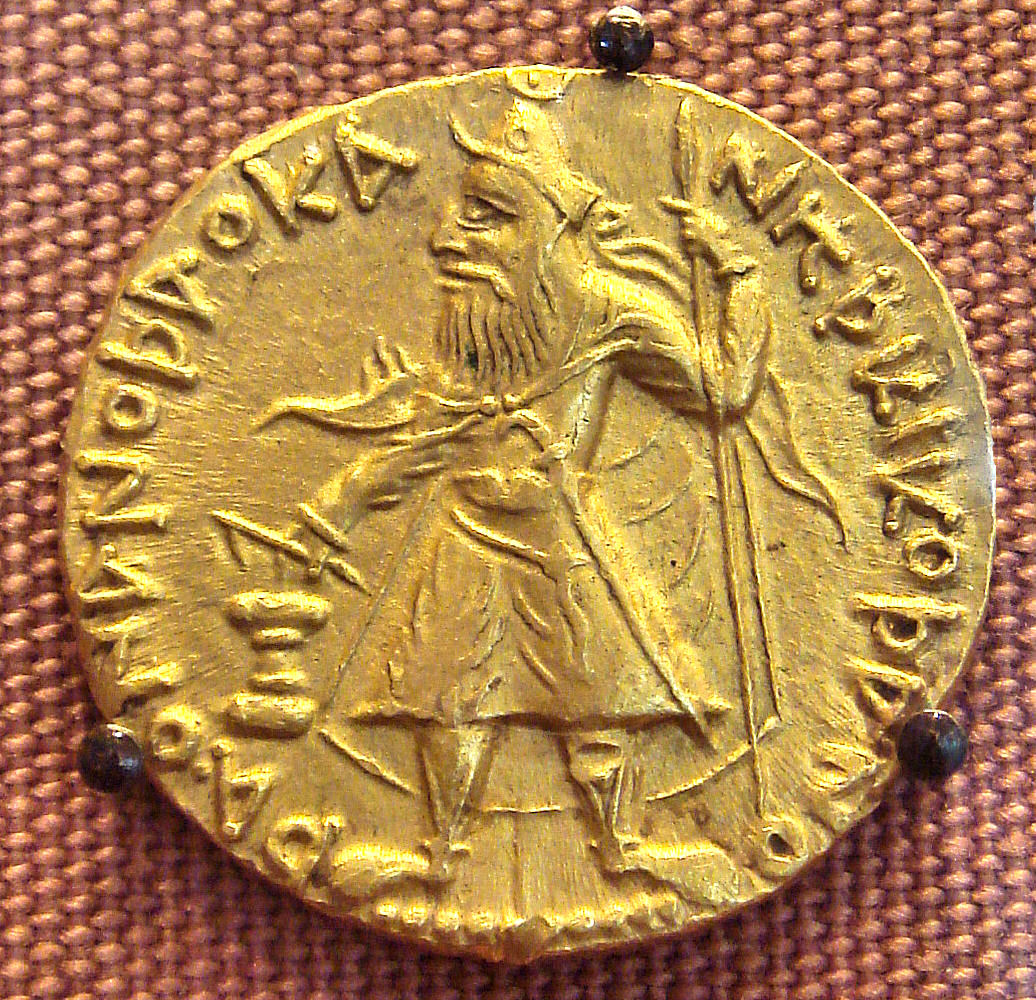
Moneta di re Kanishka, con l'iscrizione ϷΑΟΝΑΝΟϷΑΟ ΚΑΝΗϷΚΙ ΚΟϷΑΝΟ (Šaonanošao Kanēški Košano): «Re dei Re, Kanishka il Kushano».

Ϸ battriano in tre differenti stili storici, e in una grafia moderna.

| Forma | Codice | Nome                  |
| ----- | ------ | --------------------- |
| Ϸ     | U+03F7 | LETTERA MAIUSCOLA SHO |
| ϸ     | U+03F8 | LETTERA MINUSCOLA SHO |